# Maennolsheim
Maennolsheim (deutsch Männolsheim) ist eine französische Gemeinde mit 239 Einwohnern (Stand 1. Januar 2021) im Département Bas-Rhin in der Region Grand Est (bis 2015 Elsass).

## Geografie
Die Gemeinde Maennolsheim liegt 27 Kilometer nordwestlich von Straßburg in einem fast baumlosen, flachwelligen und landwirtschaftlich intensiv genutzten Gebiet. Umgeben wird Maennolsheim von den Nachbargemeinden  Friedolsheim im Nordosten, Landersheim im Südosten, Westhouse-Marmoutier im Süden, Kleingœft im Südwesten sowie Wolschheim im Nordwesten.

## Bevölkerungsentwicklung
| 1962 | 1968 | 1975 | 1982 | 1990 | 1999 | 2005 | 2012 | 2018 |
| ---- | ---- | ---- | ---- | ---- | ---- | ---- | ---- | ---- |
| 108  | 115  | 123  | 143  | 164  | 170  | 172  | 242  | 232  |

## Sehenswürdigkeiten
- Kirche Saint-Vit

Kirche Saint-Vit

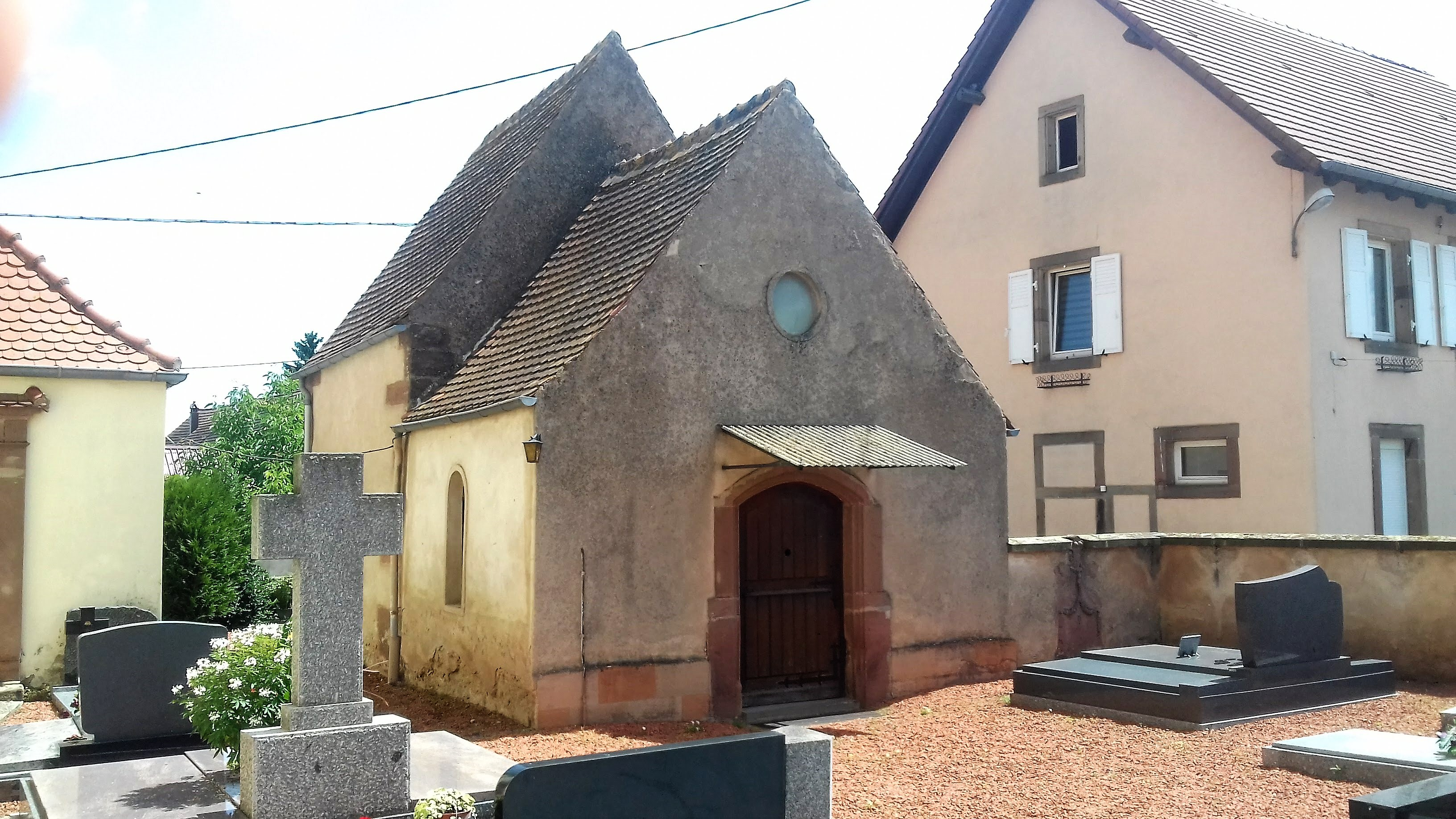
Kapelle Mariens von den Sieben Schmerzen

- Kapelle Mariens von den Sieben Schmerzen